# آردیو جیمونا
آردیو جیمونا (به ایتالیایی: Aredio Gimona) بازیکن فوتبال و اهل ایتالیا است که از سال ۱۹۵۱ میلادی عضو تیم ملی فوتبال ایتالیا بوده و در ۳ بازی ملی حضور داشته‌است. او در بازی‌های ملی‌اش ۳ گل به ثمر رساند.
آردیو جیمونا آخرین بازی ملی خود را در سال ۱۹۵۲ میلادی انجام داد.